# Bebryce acanthoides
Bebryce acanthoides is een zachte koraalsoort uit de familie Plexauridae. De koraalsoort komt uit het geslacht Bebryce. Bebryce acanthoides werd in 1910 voor het eerst wetenschappelijk beschreven door Thomson & Russell. 